# Arroyo Sarandí de los Amarales
El arroyo Sarandí de los Amarales es un pequeño curso de agua uruguayo ubicado en el departamento de Rocha perteneciente a la cuenca hidrográfica de la laguna Merín.
Nace en la cuchilla de la Carbonera y desemboca en la arroyo de la Coronilla tras recorrer alrededor de 29 km.
- Datos: Q5489440